# Фторид плутония(IV)-рубидия
Фторид плутония(IV)-рубидия — неорганическое соединение,
двойная соль рубидия, плутония и плавиковой кислоты
с формулой RbPuF5,
светло-зелёные кристаллы,
не растворяется в воде.

## Получение
- Реакция избытка фторида рубидия и нитрата плутония(IV)[1]:

{\displaystyle {\mathsf {Pu(NO_{3})_{4}+5RbF\ {\xrightarrow {}}\ RbPuF_{5}\downarrow +4KNO_{3}}}}

## Физические свойства
Фторид плутония(IV)-рубидия образует светло-зелёные кристаллы
тригональной сингонии,
пространственная группа R 3,
параметры ячейки a = 1,520 нм, c = 1,059 нм, Z = 18.
Не растворяется в воде.